# Ievguénia Xixkova
Ievguénia Xixkova (rus: Евгения Васильевна Шишкова)  (Sant Petersburg, 18 de desembre de 1972 - Washington DC, 29 de gener de 2025) va ser una entrenadora i competidora russa de patinatge artístic. Amb el seu marit Vadim Naúmov, va ser campiona del món de 1994 i campiona de la final del Gran Premi de patinatge artístic sobre gel de 1995-1996.

## Biografia
Xixkova i Naúmov es van conèixer l'any 1985 a través de l'entrenador de Naúmov, que volia que patinessin junts. Naúmov va rebutjar inicialment la idea perquè no volia canviar de companya; no obstant això, després de diverses proves, ell i Xixkova van acordar formar equip. Van començar a competir junts el 1987.
El 1991, Xixkova i Naúmov van guanyar el bronze al seu primer Campionat d'Europa a Sofia i van quedar 5ns al Campionat del Món de Múnic. Durant la temporada següent, van competir als seus primers Jocs Olímpics, els d'Albertville, i van quedar cinquens. La parella Xixkova-Naúmov va guanyar la seva primera medalla del Campionat del Món, la de bronze, el 1993. La parella va quedar quarta als Jocs Olímpics d'hivern de 1994 a Lillehammer. Van acabar la temporada convertint-se en campions del món a Chiba, a l'est de Tòquio.
El 1995 Xixkova-Naúmov van guanyar la seva tercera medalla al Campionat del Món, que va ser de plata, a Birmingham. De 1991 a 1995, la parella també va guanyar cinc medalles als Campionats d'Europa. El febrer de 1996, van guanyar l'or a la final del Gran Premi de patinatge artístic sobre gel (més tard rebatejada com a Final del Gran Premi) a París. Als Campionats del Món de 1996 a Edmonton, Xixkova-Naúmov van quedar tercers després del programa curt. En el programa llarg, quatre membres del jurat van donar el primer lloc a Marina Ieltsova i Andrei Buixkov, que van acabar com a medallistes d'or. Quatre jutges van votar a favor de Xixkova-Naúmov, però les baixes puntuacions dels altres cinc jurats els van deixar fora del podi en quarta posició.
Xixkova-Naúmov no va formar part de l'equip olímpic rus de 1998. Aquell any van decidir retirar-se de la competició de la Unió Internacional de Patinatge i patinar i convertir-se en professionals. La parella va guanyar el Campionat Mundial Professional l'abril de 1998. Després van fer el pas a l'entrenament, i van treballar al Centre Internacional de Patinatge a Simsbury (Connecticut) al nord-oest de Hartford. Es van traslladar i es van convertir en entrenadors a l'Skating Club of Boston a Norwood (Massachusetts), a l'oest de Quincy, el febrer de 2017.

## Vida personal
Xixkova i Naúmov es van casar a Sant Petersburg, l'agost de 1995. Es van establir a Simsbury el 1998. El seu fill, Maxim Naúmov, va néixer l'agost de 2001 i competeix en individual masculí pels Estats Units.
El 29 de gener de 2025, Naúmov i Xixkova van morir tots dos en el vol 5342 d'American Eagle que va xocar amb un helicòpter Sikorsky UH-60 Black Hawk de l'Exèrcit dels Estast Units mentre l'avió s'aproximava per aterrar a l'Aeroport Nacional Ronald Reagan de Washington. Tornaven de Wichita (Kansas), on van participar en un campament de desenvolupament per a joves patinadors, dies després del Campionat dels Estats Units de patinatge artístic de 2025. L'Skating Club de Boston, on la parella treballava d'entrenadors, va perdre sis patinadors en l'accident. El seu fill, Maxim, que havia competit als Campionats dels Estats Units, no anava a bord de l'avió, després d'haver sortit de l'Aeroport Nacional Dwight D. Eisenhower de Wichita dos dies abans de l'accident.